# Dendrochilum
Genre
Synonymes
- Acoridium Nees & Meyen
- Platyclinis Benth., 1881
- Basigyne J.J.Sm.
- Pseudacoridium Ames

Dendrochilum est un genre de plantes de la famille des Orchidaceae.
Le genre est constitué de nombreuses espèces. Cependant, il est considéré dans certaines classifications comme un synonyme de Coelogyne.
L'espèce types est Dendrochilum aurantiacum Blume.

## Liste des espèces
- Dendrochilum abbreviatum

## Publication originale
- Blume, Bijdr. Fl. Ned., Ind, 1825 : 398[incompréhensible].